# Tournoi des candidates de 2024
Le Tournoi des candidates de 2024 a pour but de déterminer la joueuse d'échecs qui doit affronter Ju Wenjun, la tenante du titre, lors du match de championnat du Monde féminin en 2025.
La Chinoise Tan Zhongyi remporte le tournoi à deux tours disputé à Toronto en avril 2024.

## Organisation
Le tournoi a lieu à Toronto au Canada du 2 avril au 25 avril 2024.
Il est doté montant total de 250 000 €  (1re place : 24 000 € ; 2e place : 18 000 € ; 3e place : 12 000 € ; 4e-8e place : 1 750 €, ces prix étant divisés en parts égales entre les joueuses avec le même score final).
Pour la deuxième fois (après 2019) depuis 2000, il s'agit d'un tournoi toutes rondes et non pas un tournoi à élimination directe. 

## Cadences de jeu
Les parties sont jouées à la cadence de 90 minutes pour 40 coups puis 30 minutes pour le reste de la partie avec incrément de 30 secondes à partir du 1er coup.
Il s'agit d'un tournoi à deux tours (chaque joueuse se rencontre deux fois, une fois avec les Blancs l'autre avec les Noirs) dans lequel les joueuses de même nationalité se rencontrent dès le début du tournoi.

## Participantes
8 joueuses participent dont les joueuses classées 3 à 8 au classement mondial de la Fédération internationale des échecs de janvier 2024.
| Joueuses                               | Classement mondial | Elo (janvier 2024) | Mode de qualification                                                                       |
| -------------------------------------- | ------------------ | ------------------ | ------------------------------------------------------------------------------------------- |
| Lei Tingjie                            | n° 5               | 2 550              | Finaliste du championnat du monde 2023                                                      |
| Kateryna Lagno                         | n° 6               | 2 542              | Vainqueuse du Grand Prix FIDE féminin 2022-2023                                             |
| Nurgyul Salimova                       | n° 40              | 2 426              | Finaliste de la Coupe du monde d'échecs féminine 2023                                       |
| Anna Mouzytchouk                       | n° 8               | 2 520              | Troisième de la Coupe du monde d'échecs féminine 2023                                       |
| Aleksandra Goriatchkina                | n° 4               | 2 553              | Deuxième du Grand Prix FIDE féminin 2022-2023 Vainqueuse de la Coupe du monde féminine 2023 |
| Rameshbabu Vaishali                    | n° 14              | 2 481              | Vainqueuse du tournoi Grand Suisse FIDE féminin 2023                                        |
| Tan Zhongyi (championne du monde 2017) | n° 7               | 2 521              | Deuxième du tournoi Grand Suisse FIDE féminin 2023                                          |
| Humpy Koneru                           | n° 3               | 2 554              | Qualifiée au classement Elo                                                                 |

## Résultats
Les résultats sont les suivants  : 
| Rang | Joueur                  | Fédération | Elo   | 1   | 2   | 3   | 4   | 5   | 6   | 7   | 8   | Points / 14 | Performance Elo |
| ---- | ----------------------- | ---------- | ----- | --- | --- | --- | --- | --- | --- | --- | --- | ----------- | --------------- |
| 1    | Tan Zhongyi             | Chine      | 2 521 | XX  | ½ ½ | 1 0 | 1 1 | ½ ½ | ½ 1 | ½ ½ | 1 ½ | 9           | 2 619           |
| 2    | Humpy Koneru            | Inde       | 2 546 | ½ ½ | XX  | 0 1 | ½ 1 | ½ ½ | ½ ½ | 0 1 | ½ 1 | 7,5         | 2 542           |
| 3    | Lei Tingjie             | Chine      | 2 550 | 0 ½ | 1 0 | XX  | 1 0 | ½ 1 | ½ ½ | ½ ½ | ½ ½ | 7,5         | 2 542           |
| 4    | Rameshbabu Vaishali     | Inde       | 2 475 | 0 0 | ½ 0 | 0 1 | XX  | ½ 1 | 0 1 | 1 1 | ½ 1 | 7,5         | 2 552           |
| 5    | Aleksandra Goriatchkina | FIDE       | 2 553 | ½ ½ | ½ ½ | ½ 0 | ½ 0 | XX  | ½ ½ | 1 ½ | 1 ½ | 7           | 2 512           |
| 6    | Kateryna Lagno          | FIDE       | 2 542 | ½ 0 | ½ ½ | ½ ½ | 1 0 | ½ ½ | XX  | ½ ½ | ½ ½ | 6,5         | 2 485           |
| 7    | Nurgyul Salimova        | Bulgarie   | 2 432 | ½ ½ | 1 0 | ½ ½ | 0 0 | 0 ½ | ½ ½ | XX  | ½ ½ | 5,5         | 2 450           |
| 8    | Anna Mouzytchouk        | Ukraine    | 2 520 | 0 ½ | ½ ½ | ½ ½ | ½ 0 | 0 ½ | ½ ½ | ½ ½ | XX  | 5,5         | 2 437           |